# 株洲航电枢纽工程
株洲航电枢纽工程位于湖南省株洲县境内，为兼具蓄水、防洪、发电、船舶通行、公路运输综合水利枢纽。坝基位于湘江中游河段的空洲滩，为一微弯分汊河段。上距大源渡枢纽96公里，下距株洲市区24公里、距长沙枢纽131公里。主体工程枢纽工程由船闸、电站、泄水闸、坝顶公路桥组成。株洲航电枢纽工程为湖南省“十五”期间重点工程，总投资19.47亿元。2002年8月1日动工建设，2006年8月3日全面建成投产。

## 工程概况
株洲航电枢纽工程船闸位于右汊右岸阶地，为III级船闸，闸室长180米，宽23米，门槛水深3.5米，能一次通行一顶四艘千吨级驳船队，年通过能力1260万吨。电站位于左汊左岸河床，共安装5台单机容量2.8万千瓦的发电机，为灯泡贯流式水轮发电机组，总装机容量14万千瓦，多年平均年发电量6.636亿千瓦时。泄水闸由24孔泄水闸和全长764米的空洲岛副坝（210米土坝）组成。泄水闸每孔宽20米，为20×12.5米弧形门，液压启闭，分布于左右二汊，其中左汊11孔，右汊13孔。坝顶公路桥全长973米，桥面宽12.25米。

## 官方网站
- 湖南省湘江航运建设开发有限公司